# El único camino
El único camino es un libro de poesía escrito por el poeta Juan José Cuadros, publicado por su esposa en 1991, un año después de su fallecimiento, a través de la editorial Endymión. Son veinticuatro poemas, canalizando sus versos por una musicalidad más abierta, pero no menos expresiva.